# Gustavo Victoria
Gustavo Andrés Victoria Rave (ur. 14 maja 1980 w Armenii) – kolumbijski piłkarz występujący na pozycji obrońcy. Posiada również obywatelstwo tureckie.

## Kariera klubowa
Victoria karierę rozpoczynał w 1999 roku w zespole Deportes Quindío. Jego barwy reprezentował przez dwa sezony, a potem odszedł do Deportivo Cali. W 2001 roku podpisał kontrakt z tureckim Galatasaray SK. W 2002 roku zdobył z nim mistrzostwo Turcji. Po tym sukcesie wrócił do Deportivo Cali, gdzie grał do końca sezonu 2002.
Na początku 2003 roku Victoria ponownie wyjechał do Turcji, tym razem by grać w tamtejszym Gaziantepsporze. W sezonie 2002/2003 rozegrał tam 9 spotkań i zdobył 1 bramkę. W połowie 2003 roku odszedł do drużyny Çaykur Rizespor. Zadebiutował tam 30 października 2004 roku w wygranym 1:0 meczu Süper Lig z Gaziantepsporem. W 2005 roku grał na wypożyczeniu w kolumbijskim Millonarios. Potem wrócił do Rizesporu, gdzie występował jeszcze przez 3 lata.
W 2009 roku Victoria został graczem kolumbijskiej drużyny América Cali. Jednak jeszcze w tym samym roku odszedł do Deportivo Pereira.

## Kariera reprezentacyjna
W reprezentacji Kolumbii Victoria zadebiutował w 2004 roku. W tym samym roku został powołany do kadry na turniej Copa América. Zagrał na nim w meczach z Wenezuelą (1:0), Boliwią (1:0), Peru (2:2), Kostaryką (2:0), Argentyną (0:3) oraz Urugwajem (1:2,), a Kolumbia zakończyła rozgrywki na 4. miejscu.